# Amalie Sporsheim
Amalie Sporsheim (* 9. April 2001) ist eine norwegische Schauspielerin.

## Leben und Karriere
Sporsheim wurde am 9. April 2001 geboren. Sie besuchte die Hartvig-Nissen-Schule in Oslo. Von 2020 bis 2022 war sie in der Serie Rod Knock zu sehen. Anschließend spielte sie 2022 die Rolle der Ingrid im Netflix-Film Royalteen. Diese Rolle übernahm sie 2023 erneut in der Fortsetzung Royalteen: Princess Margrethe. In der deutschen Fassung wird sie von Zina Laus synchronisiert.

## Filmografie
Filme
- 2022: Royalteen
- 2023: Royalteen: Prinzessin Margrethe

Serien
- 2020–2022: Rod Knock (Rådebank)